# Joan Maria Thomàs

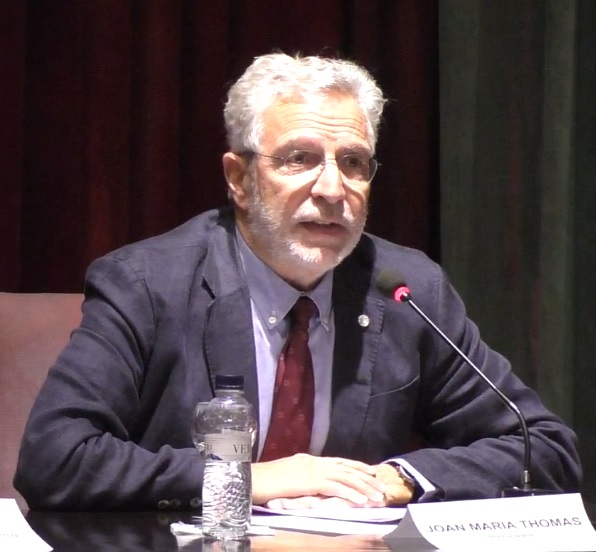
En 2017

Joan Maria Thomàs Andreu (Palma de Mallorca, 1953) es un historiador español, catedrático de Historia Contemporánea en la Universidad Rovira i Virgili, académico correspondiente de la Real Academia de la Historia, cuya producción se ha centrado en la historia del falangismo, del franquismo, del fascismo, la biografía, las relaciones Estados Unidos-España franquista y la lucha por la obtención de materiales estratégicos durante la Segunda Guerra Mundial (wolframio).
Es autor de títulos como Falange, Guerra Civil, Franquisme. F.E.T. y de las JONS de Barcelona en els primers anys de règim franquista (Publicacions de l'Abadia de Montserrat, 1992), José M. Fontana Tarrats. Biografia politica d'un franquista catala (Edicions del Centre de Lectura, 1997) Lo que fue la Falange. La Falange y los falangistas de José Antonio, Hedilla y la Unificación. Franco y el fin de la Falange Española de las JONS (Plaza & Janés, 1999), un estudio de la historia del falangismo entre 1933 y 1937; La Falange de Franco: Fascismo y fascistización en el régimen franquista (1937-1945) (Plaza & Janés, 2001);, Roosevelt y Franco: De la guerra Civil española a Pearl Harbor  (Edhasa, 2007), La Batalla del wolframio: Estados Unidos y España de Pearl Harbor a la Guerra Fría (Cátedra, 2010), Roosevelt and Franco (Palgrave, 2008) Roosevelt, Franco, and the End of the Second World War (Palgrave Macmillan, 2011l; El Gran Golpe. El «caso Hedilla» o cómo Franco se quedó con Falange (Debate, 2014); Franquistas contra franquistas. Luchas por el poder en la cúpula del régimen de Franco (Debate, 2016), un estudio sobre el caso de Salvador Merino y sobre el Atentado de Begoña y José Antonio. Realidad y mito (Debate, 2017), una biografía del líder falangista. Ha recibido los premios Ciudad de Barcelona de Historia (1992), de la Crítica Serra d'Or (1993), ICREA Acadèmia (2013-2018) y la Medalla "Narcís Monturiol" al mérito científico y tecnológico de la Generalidad de Cataluña (2015). Ha sido profesor visitante, investigador o conferenciante en las universidades de Wisconsin-Madison, Georgetown, Princeton, LSE, Adelaide, Otago, Tel Aviv, Jawaharlal Nehru, Jamia Millia Islamia, Dalian, Nanking, Tianjin, South China Normal University at Guangzhou, El Colegio de México, Pontificia Universidad Católica Madre y Maestra en Santo Domingo (República Dominicana) y Freie Universität Berlin.